# 小林陵侑
小林 陵侑（こばやし りょうゆう、1996年〈平成8年〉11月8日 - ）は、日本のスキージャンプ選手、YouTuber。岩手県岩手郡松尾村（現：八幡平市）出身。
盛岡中央高等学校を経て2022-23シーズンまで土屋ホーム所属。日本人男子初のスキージャンプ・ワールドカップ総合優勝者（2018-19、2021-22シーズン）。日本人男子ではFISワールドカップで最多の通算35勝。スキージャンプ週間総合優勝3回（2018-19、2021-22、2023-24シーズン）で2018-19シーズンは全勝優勝。2022年北京オリンピックのジャンプ男子ノーマルヒル金メダリスト、男子ラージヒル銀メダリスト。紫綬褒章受賞者（2022年4月29日）、県民栄誉賞受賞者（岩手県、2019年5月8日、2022年5月5日）。兄の小林潤志郎、姉の小林諭果、弟の小林龍尚もスキージャンプ選手である。2023年4月3日に土屋ホーム退職とプロ転向を表明した。

## 経歴

### 高校卒業まで
3歳でミニスキー、5歳の時にスキーを始め、柏台小学3年生の時にジャンプ板
を履き始める。高校まではノルディック複合にも取り組んでおり、松尾中3年時に全日本中学大会で史上2人目のジャンプとノルディック複合の2冠を達成している。小中高と田山スキージャンプ場（岩手県）および花輪スキー場シャンツェ（秋田県）を練習場としていた。高校在学時、土屋ホームスキー部選手兼任監督の葛西紀明からスカウトされ、卒業後の2015年4月に土屋ホームに入社する。葛西は小林の飛ぶ姿が「ヨーロッパの強い選手に似ている」と感じ、スカウトしている。

### 2017-18シーズンまで
ワールドカップデビューは2016年1月23日のザコパネ（ ポーランド）で行われた団体戦。日本勢のワールドカップ遠征組の一時帰国の代替メンバーとして出場した。原田侑武、伊藤謙司郎、作山憲斗と臨んだ団体戦は8位に終わったが、団体戦の前日に行われた予選を10位で通過すると1月24日に行われた個人戦で7位に入った。翌週の札幌で行われたワールドカップで20位、36位に終わると残りシーズンのワールドカップ出場は2試合にとどまり、総合42位でシーズンを終えた。
2016-17シーズンは2016年のサマーグランプリで日本勢では竹内択の総合5位に次ぐ総合14位に入り、開幕からワールドカップ遠征組に選ばれた。シーズン通してワールドカップに出場し続けたが、33位が最高で一度もポイントを獲得できずに終わった。同シーズンに開催された世界選手権は男子ラージヒル団体のみの出場で7位に終わった。
2017-18シーズンも2017年のサマーグランプリで日本勢では兄・潤志郎の総合3位に次ぐ総合15位に入り、開幕からワールドカップ遠征組に選ばれた。同シーズンに開催された平昌オリンピックでは、個人ノーマルヒルで日本勢最高の7位入賞し、団体戦では日本の最終飛躍者を務めた。五輪後のラハティ（ フィンランド）で行われた個人第16戦で自己最高の6位に入り最終的に総合24位でシーズンを終えた。

### 2018-19シーズン
11月18日にヴィスワ（ ポーランド）で行われたワールドカップの個人戦開幕戦で3位となり自身初の表彰台にのぼり、翌週の11月24日にルカ（ フィンランド）で行われた第2戦で138.5ｍを飛び、ワールドカップ初優勝。日本勢男子としても兄・潤志郎が2017-18シーズンにヴィスワで行われた個人戦開幕戦以来の優勝となった。なおこの試合は強風で開始が遅れたため、競技は1回の飛躍で争われた。翌日同地で行われた個人戦第3戦で1回目に140mを飛び首位で折り返し、2回目はスタートゲートを2つ下げたにもかかわらず、ヒルレコードタイの147.5mを飛び連勝した際には、オーストリアの放送局のキャスターが実況で「一体どこの惑星から来たんだコバヤシ!  君は宇宙人か」と絶叫。ドイツの新聞は  "宇宙人"  と見出しを付け、「大会中、選手やコーチの間では、この青年の話で持ちきりだった」と、その熱狂ぶりを伝えた。 12月16日にエンゲルベルク（ スイス）で行われた個人第7戦で4勝目を挙げた。
12月30日から行われた伝統の「スキージャンプ週間」の開幕戦を兼ねた個人第8戦オーベルストドルフ（ ドイツ）で5勝目を挙げた。ジャンプ週間での日本勢の優勝は2000-01シーズン第2戦優勝の葛西紀明以来18シーズンぶり、開幕戦の優勝は1997-98シーズンの船木和喜以来21シーズンぶりである。更に年の明けた2019年1月1日、ガルミッシュ＝パルテンキルヒェン（ ドイツ）でのジャンプ週間第2戦を兼ねた個人第9戦で6勝目を記録。W杯3連勝を飾るとともにシーズン6勝目は1998-99シーズンの葛西に並ぶ日本男子歴代最多タイ記録に並ぶ。1月4日のインスブルック（ オーストリア）でのジャンプ週間第3戦を兼ねた個人第10戦で日本男子シーズン最多優勝記録を更新する7勝目を挙げるともに日本男子としては初のワールドカップ4連勝を記録した。ジャンプ週間開幕3連勝は笠谷幸生、船木和喜以来日本勢では3人目である。1月6日のビショフスホーフェン（ オーストリア）では1回目は4点差の4位で折り返したが、2本目に137.5mを飛び逆転でスヴェン・ハンナバルト、カミル・ストッフに次ぐジャンプ週間史上3人目の全勝優勝（グランドスラム）達成。また日本人としては1997-98シーズンの船木和喜以来の21年ぶり史上2人目のジャンプ週間総合優勝を達成した。
ワールドカップでの連勝は1月13日のヴァル・ディ・フィエンメ大会（ イタリア）まで続き、ヤンネ・アホネン、マッティ・ハウタマキ、トーマス・モルゲンシュテルン、グレゴア・シュリーレンツァウアーに並ぶ最多タイの6連勝を記録した。2月2日のオーベルストドルフ大会で10勝目を挙げ、スキーフライング初優勝を果たした。2月17日のヴィリンゲン大会（ ドイツ）で今シーズン11勝目で16度目の表彰台に登り98-99シーズンの船木和喜の15度を抜き日本男子のシーズン表彰台の最多記録を更新した。またヴィリンゲン・ファイブ（ヴィリンゲンでの予選と本戦5回のジャンプの合計得点を競う大会）で優勝を果たした。
世界選手権では、個人ラージヒルでは4位。団体ラージヒルでは佐藤幸椰、伊東大貴、兄・潤志郎とともに銅メダルを獲得。個人ノーマルヒルは1本目で1位につけるも、2本目は強い雪の影響で飛距離を伸ばせず14位。混合団体では2本目で開催地のゼーフェルトのヒルレコードとなる113mの大ジャンプを飛ぶも5位。
ここまでワールドカップ個人総合1位につけて臨んだ3月10日のホルメンコーレンスキー大会で5位、ワールドカップ個人総合2位につけていたカミル・ストッフが13位と沈んだため、両者のポイント差が5試合残して500点となり、仮に小林陵侑が残り試合すべて0ポイントで、ストッフが全勝してもポイントが同点となるが、勝利数で小林陵侑が上回るため規定により、2018-19シーズンのワールドカップ総合優勝が確定した。日本男子としては史上初の快挙であるとともに、欧州勢以外のスキージャンプワールドカップ総合優勝も史上初となる。その後、リレハンメル大会で3位、トロンハイム大会（共に ノルウェー）で12勝目、ヴィケルスン大会で2位となり、Raw Airでも総合優勝を果たした。
プラニツァ（ スロベニア）でのワールドカップ最終戦では、1本目で日本新記録および同ジャンプ台のヒルレコードとなる252mの大ジャンプを決め、シーズン13勝目を挙げた。この結果、プラニツァ7（プラニツァでの予選・団体戦・個人戦7本のジャンプの合計得点を競う大会）優勝、スキーフライング・ワールドカップ総合優勝を決め、ワールドカップのタイトルを独占した。また1シーズン13勝は2015-16シーズンのペテル・プレヴツの15勝に次ぐ歴代2位タイ。シーズン表彰台21回、ワールドカップポイント2085ポイントも歴代最多ペテル・プレヴツの表彰台22回、2303ポイントに次ぐ歴代単独2位（ポイントは現在では歴代4位）という成績で2018-19シーズンを終えた。
このシーズンの飛躍の裏には脳波トレーニングを受けて、過度な緊張を克服したことが大きな要因と言われている。

### 2019-20シーズン
2019-20シーズンは、サマーグランプリ白馬大会2連勝や全日本選手権ラージヒル優勝の成績を収め、ワールドカップへ向かった。ワールドカップ前半のクリンゲンタール大会（ ドイツ）、エンゲルベルク大会、オーベルストドルフ大会の優勝や、2位2回、3位3回などの成績を収めたが、雪不足によりノーマルヒルで行われたヴァル・ディ・フィエンメ大会の2戦が20位台に終わり、また全日本スキー連盟の派遣選考基準によりルシュノフ大会を欠場したことなどから、総合3位でシーズンを終えた。

### 2020-21シーズン
コロナ禍のため10月以降の開催となったサマージャンプ国内戦は7戦中、優勝2回、3位1回でワールドカップへ向かった。ワールドカップ前半は2桁順位が多かったが徐々に調子を上げ、2月13日のザコパネ大会で優勝し、日本人としては葛西紀明に並ぶ通算17勝目を果たした。2月19日のルシュノヴ大会（ ルーマニア）ではシーズン2勝目を挙げ、ノーマルヒル初優勝と共に日本人最多となる18勝目を挙げた。
世界選手権では、ノーマルヒルでは1本目で3位につけるも2本目で距離を伸ばせず12位に終わった。混合団体は5位だった。ラージヒルでは1本目で距離を伸ばせなかったうえ、転倒してしまい34位となり2本目に進めなかった。男子団体は4位だった。
世界選手権後にフライングで行われたワールドカッププラニツァ大会では、個人1戦目で2本とも最長不倒を飛びシーズン3勝目を挙げた。個人2戦目、3戦目は続けて2位となり、またフライングの団体戦では20年ぶりの表彰台となる団体2位のメンバーとなった。最終的にはワールドカップ総合4位、スキーフライングは総合2位でシーズンを終えた。

### 2021-22シーズン
ニジニ・タギル（ ロシア）でのワールドカップ開幕戦では2位となり、ルカ（ フィンランド）では荻原健司と渡部暁斗を抜いて、すべてのFISワールドカップでの日本人最多となる通算20勝目を挙げた。しかし翌日の第4戦は新型コロナウイルス感染症陽性の判定を受け、欠場した。復帰後のクリンゲンタール（ ドイツ）での第6戦では7位だったが、第7戦ではシーズン2勝目を挙げた。エンゲルベルク（ スイス）での第8戦では2位、第9戦ではシーズン3勝目を挙げ、通算表彰台登壇数が39となり、船木和喜を抜き、葛西紀明に次ぐ歴代2位となった。
スキージャンプ週間第1戦のオーベルストドルフ大会では1本目5位から2本目で141m飛び逆転優勝で、2シーズンぶりのジャンプ週間での優勝を果たした。第2戦のガルミッシュ＝パルテンキルヒェン大会では1本目1位のリードを守り切り優勝。第3戦のビショフスホーフェン大会では1本目2位から逆転優勝。ビショフスホーフェンでの第4戦は5位に終わったが、3シーズンぶりの総合優勝を果たした。
ジャンプ週間後は4戦連続で表彰台を逃したが、ヴィリンゲン大会（ ドイツ）では6戦ぶりに優勝を果たした。

#### 北京オリンピック
2月6日、2022年北京オリンピック男子個人ノーマルヒルでは、1本目で飛距離としては全体で2位となる104.5mを飛び145.4ポイント、2位に6.2ポイント差をつけ全体トップに立つと、2本目は追い風に煽られながらも99.5mを飛び1回目で記録したポイントの貯金もあり、合計275ポイントを記録し金メダルを獲得した。このメダルは自身初のオリンピックのメダルであるとともに、これまでの冬季オリンピックで日本選手団が獲得したメダルの通算60個目であり、スキージャンプ競技としては2018年平昌五輪女子銅メダルの高梨沙羅以来、男子に限れば2014年ソチ五輪個人ラージヒル銀メダルの葛西紀明と団体銅メダル以来2大会ぶりのメダル獲得、更に金メダルに限ると、個人競技としては1998年長野五輪の船木和喜に続き史上3人目、男子ラージヒル団体を含めると長野大会以来24年ぶり通算4回目の金メダルで、個人ノーマルヒル競技においては1972年札幌五輪の笠谷幸生以来50年ぶり2人目である。2月6日は奇しくも50年前に笠谷の金を筆頭に日本が表彰台を独占した日でもあった。
翌日の混合団体では、1本目で102.5m、2本目でヒルサイズの106mを飛んだが、高梨沙羅の1本目が失格になり4位だった。
2月12日、男子個人ラージヒルでは、1回目でヒルサイズを超える142mのヒルレコードのビッグジャンプをして1回目全体トップに立ったが、2回目でマリウス・リンヴィクに惜しくも逆転され銀メダルとなった。
2月14日、ラージヒル団体では1本目で134m、2本目で132.5mを飛び、5位となった。

#### オリンピック後
五輪後初戦のラハティ（ フィンランド）でのワールドカップ第20戦では7位だったが、2日後の第21戦では1本目5位から巻き返し、ハルヴォル・アイネル・グラネルと同点優勝となった。
3月初頭のRaw Air（ ノルウェー）では、リレハンメルでの初戦は2位、オスロでの第2戦は6位、第3戦は7位で、Raw Air総合3位となった。
例年得意としていたフライングヒルだったが、Raw Airから引き続き（ ノルウェー）のヴィケルスンで行われたスキーフライング世界選手権は個人13位、団体6位。ワールドカップスキーフライング総合9位とやや低調だったものの、第21戦で総合首位奪取した後カール・ガイガー（ ドイツ）の再逆転を許さず3シーズンぶりの自身2度目の総合優勝を果たした。
2022年、紫綬褒章受章。

### 2022-23シーズン
11月5日と例年より2週間ほど早く、またサマー仕様と異例尽くめで行われたワールドカップの個人戦開幕戦のヴィスワ（ ポーランド）大会で7位となり、翌日同地で行われた第2戦で1回目を3位につけるも2回目はスーツの規定違反で失格になり30位に終わり出鼻をくじかれた。その後少し間隔があいて冬仕様で再開された11月26日にルカ（ フィンランド）で行われた第3戦では31位に終わり、その後も2桁順位が続き2回目に進めない試合もあった。昨シーズン総合優勝したスキージャンプ週間ではインスブルック（ オーストリア）での第3戦（ワールドカップ個人戦としては第11戦）で2回目に進めなかったことが響き総合18位で終わり、1月15日の第13戦のザコパネ（ ポーランド）大会は日本チームとして回避した。3年ぶり日本開催となった1月20日の第14戦札幌大会で今季初優勝かつ自身初のワールドカップ札幌大会での優勝で、シュミット（ ドイツ）に並ぶ歴代7位の通算28勝目を挙げると、翌21日の第15戦では3位、22日の第16戦ではまた優勝して通算29勝を挙げ歴代単独7位となり、札幌での3連戦前の総合21位から一気に7位まで上げた。
世界選手権では最初の種目、2月25日の個人ノーマルヒルで1回目に首位から6.8ポイント差の15位につけたが、巻き返しを狙った2回目はスーツ規定違反になったため30位に終わった。翌26日の混合団体にも出場したが5位だった。3月3日の個人ラージヒルは1回目に首位に立ったが、1回目に0.7ポイント差の2位だった地元（ スロベニア）のティミ・ザイツが137mの大ジャンプを見せると追い風が強まる状況で小林は129m50と距離を伸ばせず逆転を許したが、自身初の世界選手権の個人種目のメダルとなる銀メダルを獲得した。スキージャンプの日本勢男子としても2003年大会の葛西以来の個人種目のメダルであった。翌4日の男子団体にも出場したが7位だった。
世界選手権後のRaw Air（ ノルウェー）では総合4位、3月26日の強風のため1回の飛躍で争われたラハティ（ フィンランド）での第30戦で男子のジャンプワールドカップ史上7人目となる通算30勝目を挙げ、総合5位でシーズンを終えた。

### 2023-24シーズン
2023/24シーズンは、「TEAM ROY」を立ち上げプロ転向した初年目となった。国内戦ではサマーで4勝した。ジャンプ週間では4戦とも2位となり1勝もせずに総合優勝するなど、ワールドカップでは1位3回、2位10回などの安定した成績で総合2位であった。フライング世界選手権バート・ミッテルンドルフ大会は個人9位、団体5位のメンバーとなった。シーズンオフには特別企画により非公認ながら291mを飛んだ（後述）。

### 2024-25シーズン
2024/25シーズンは、国内戦ではサマーで全日本選手権ラージヒルを含め3勝した。ワールドカップのシーズン当初は体調を崩すなどして不調であったが、徐々に復調し、札幌大会の連勝を含め3勝し、ラハティ大会のスーパーチーム戦で二階堂蓮とのペアで3位に入った。総合は9位であった。世界選手権の代表に選ばれ、個人ノーマルヒル7位、混合団体5位、男子団体5位のメンバーとなった。個人ラージヒルは競技終了後は4位であったが、ノルウェーチームのスーツ不正によりマリウス・リンヴィクが失格となったため繰り上がり3位となった。

## 記録
以下は2025年3月30日時点での記録である。
- ワールドカップ通算35勝

日本人男子では全てのFISワールドカップで最多。
女子を含めると高梨沙羅（63回）に次ぐ歴代2位。
男子選手全体では歴代7位。
- ワールドカップ通算表彰台71回

日本人男子では歴代1位。
女子を含めると日本歴代2位。
男子選手全体では歴代10位。
- スキージャンプ週間4戦全勝

他の達成者はスヴェン・ハンナバルト（2001-02）、カミル・ストッフ（2017-18）の史上3人のみ。
- ワールドカップ6連勝

ヤンネ・アホネン、マッティ・ハウタマキ、トーマス・モルゲンシュテルン、グレゴア・シュリーレンツァウアーとタイ記録。
女子では高梨沙羅とニカ・プレヴツが10連勝を達成している。
- シーズン13勝（2018-19シーズン）

日本人男子では最多。
ペテル・プレヴツ（15勝、2015-16）に次いで、グレゴア・シュリーレンツァウアー（13勝、2008-09）、シュテファン・クラフト（13勝、2023-24）と並ぶ歴代2位タイ記録。
女子の最多は2013-14シーズンの高梨沙羅と2024-25シーズンのニカ・プレヴツの15勝。
- シーズン表彰台21回（2018-19シーズン）

日本人では最多。ペテル・プレヴツ（22回）に次ぐ歴代2位。
女子の最多は2018-19シーズンのマーレン・ルンビと2024-25シーズンのニカ・プレヴツの19回。
- ワールドカップポイント2085ポイント（2018-19シーズン）

2015-16シーズンのペテル・プレヴツ（2303ポイント）、2023-24シーズンのシュテファン・クラフト（2149ポイント）、2022-23シーズンのハルヴォル・アイネル・グラネル（2128ポイント）に次ぐ歴代4位。
女子の最多は2024-25シーズンのニカ・プレヴツ（1933ポイント）。
- FISスキーフライング・ワールドカップ優勝3回、表彰台11回

優勝回数は日本人男子では岡部孝信と葛西紀明と並んで最多タイ。
表彰台は日本人男子では葛西紀明と並んで最多タイ。
- 最長飛躍距離252m（公式記録）、291m（非公式記録）

日本記録。不倒飛躍距離としては2025年4月現在歴代3位タイ記録。2019年3月24日にレタウニツァ・ブラトウ・ゴリシェク（ スロベニア・プラニツァ）でのワールドカップ個人最終戦の1本目で記録。2025年3月30日に同台でドメン・プレヴツが254.5mで世界記録を更新するまでヒルレコードだった。5人の飛形審判員のうち3人以上が転倒と判定した場合転倒扱いになる。
2024年4月24日、アイスランド北部のフリィザルフィヤットルにあるスキーリゾート内に特設されたジャンプ台（FIS非公認）において、プラダとレッドブルの共同企画によるジャンプに挑み、非公式記録ながら世界最長飛距離となる291mのジャンプを達成した。

## 主な競技成績

### オリンピック
- 2018年平昌オリンピック（ 韓国）
  - 個人ノーマルヒル 7位
  - 個人ラージヒル 10位
  - 団体ラージヒル 6位（竹内択、伊東大貴、葛西紀明、小林陵侑）

- 2022年北京オリンピック（ 中国）
  - 個人ノーマルヒル 1位
  - 混合団体ノーマルヒル 4位（高梨沙羅、佐藤幸椰、伊藤有希、小林陵侑）
  - 個人ラージヒル 2位
  - 団体ラージヒル 5位（佐藤幸椰、中村直幹、小林潤志郎、小林陵侑）

### 世界選手権
- 2017年ラハティ大会（ フィンランド）
  - 団体ラージヒル 7位（竹内択、小林陵侑、葛西紀明、伊東大貴）

- 2019年ゼーフェルト大会（ オーストリア）
  - 個人ノーマルヒル 14位
  - 個人ラージヒル 4位
  - 団体ラージヒル 3位（佐藤幸椰、伊東大貴、小林潤志郎、小林陵侑）
  - 混合団体ノーマルヒル 5位（伊藤有希、佐藤幸椰、高梨沙羅、小林陵侑）

- 2021年オーベルストドルフ大会（ ドイツ）
  - 個人ノーマルヒル 12位
  - 個人ラージヒル 34位
  - 団体ラージヒル 4位（佐藤幸椰、中村直幹、佐藤慧一、小林陵侑）
  - 混合団体ノーマルヒル 5位（伊藤有希、佐藤幸椰、高梨沙羅、小林陵侑）

- 2023年プラニツァ大会（ スロベニア）
  - 個人ノーマルヒル 30位
  - 個人ラージヒル 2位
  - 団体ラージヒル 7位（中村直幹、小林潤志郎、二階堂蓮、小林陵侑）
  - 混合団体ノーマルヒル 5位（丸山希、中村直幹、伊藤有希、小林陵侑）

- 2025年トロンハイム大会（ ノルウェー）
  - 個人ノーマルヒル 7位
  - 個人ラージヒル 3位
  - 団体ラージヒル 5位（二階堂蓮、佐藤幸椰、中村直幹、小林陵侑）
  - 混合団体ラージヒル 5位（伊藤有希、二階堂蓮、高梨沙羅、小林陵侑）

### フライング世界選手権
- 2018年オーベルストドルフ大会（ ドイツ）
  - 個人 16位

- 2020年プラニツァ大会（ スロベニア）
  - 個人 19位
  - 団体 5位（佐藤慧一、中村直幹、小林陵侑、佐藤幸椰）

- 2022年ヴィケルスン大会（ ノルウェー）
  - 個人 13位
  - 団体 6位（佐藤幸椰、中村直幹、小林潤志郎、小林陵侑）

- 2024年バート・ミッテルンドルフ大会（ オーストリア）
  - 個人 9位
  - 団体 5位（二階堂蓮、中村直幹、小林潤志郎、小林陵侑）

### ジュニア世界選手権
- 2014年ヴァル・ディ・フィエンメ大会（ イタリア）
  - 男子個人 40位
  - 男子団体 11位（小林陵侑、奈良拓実、西方慎護、伊藤将充）
- 2015年アルマトイ大会（ カザフスタン）
  - 男子個人 30位
  - 男子団体 6位（佐藤幸椰、小林陵侑、渡部陸太、伊藤将充）
- 2016年ルシュノヴ大会（ ルーマニア）
  - 男子個人 3位
  - 男子団体 3位（伊藤将充、岩佐勇研、中村直幹、小林陵侑）
  - 混合団体 6位（渡邉陽、伊藤将充、勢藤優花、小林陵侑）

### ワールドカップ
- 2018-2019年シーズン、スキージャンプワールド・カップの総合優勝（日本男子史上初であるとともに男子では欧州勢以外の総合優勝も史上初）
- 2018-2019年シーズンのスキージャンプ週間総合優勝（日本人初かつジャンプ週間史上3人目の4戦全勝）
- 2018-2019年シーズンのヴィリンゲン・ファイブ（ドイツ語版）総合優勝
- 2018-2019年シーズンのRaw Air総合優勝
- 2018-2019年シーズンのプラニツァ7（英語版）総合優勝
- 2019-2020年シーズンのティティゼー＝ノイシュタット・ファイブ（ポーランド語版）総合優勝
- 2021-2022年シーズンのスキージャンプ週間総合優勝
- 2023-2024年シーズンのスキージャンプ週間総合優勝（各試合の優勝なしで総合優勝は25年ぶり）

| 個人総合成績 (総合：W杯シーズン個人総合、4H：スキージャンプ週間総合、SF：スキーフライングW杯) | 個人総合成績 (総合：W杯シーズン個人総合、4H：スキージャンプ週間総合、SF：スキーフライングW杯) | 個人総合成績 (総合：W杯シーズン個人総合、4H：スキージャンプ週間総合、SF：スキーフライングW杯) | 個人総合成績 (総合：W杯シーズン個人総合、4H：スキージャンプ週間総合、SF：スキーフライングW杯) | 個人総合成績 (総合：W杯シーズン個人総合、4H：スキージャンプ週間総合、SF：スキーフライングW杯) | 個人総合成績 (総合：W杯シーズン個人総合、4H：スキージャンプ週間総合、SF：スキーフライングW杯) | 個人総合成績 (総合：W杯シーズン個人総合、4H：スキージャンプ週間総合、SF：スキーフライングW杯) | 個人総合成績 (総合：W杯シーズン個人総合、4H：スキージャンプ週間総合、SF：スキーフライングW杯) |
| シーズン                                                                                      | 総合                                                                                          | 4H                                                                                            | SF                                                                                            | 優勝                                                                                          | 準優勝                                                                                        | 3位                                                                                           | 備考                                                                                          |
| --------------------------------------------------------------------------------------------- | --------------------------------------------------------------------------------------------- | --------------------------------------------------------------------------------------------- | --------------------------------------------------------------------------------------------- | --------------------------------------------------------------------------------------------- | --------------------------------------------------------------------------------------------- | --------------------------------------------------------------------------------------------- | --------------------------------------------------------------------------------------------- |
| 2015/16                                                                                       | 42位                                                                                          | ---                                                                                           | 38位                                                                                          | 0回                                                                                           | 0回                                                                                           | 0回                                                                                           | 最高順位 7位                                                                                  |
| 2016/17                                                                                       | ---                                                                                           | 43位                                                                                          | ---                                                                                           | 0回                                                                                           | 0回                                                                                           | 0回                                                                                           | 最高順位 33位                                                                                 |
| 2017/18                                                                                       | 24位                                                                                          | 22位                                                                                          | 17位                                                                                          | 0回                                                                                           | 0回                                                                                           | 0回                                                                                           | 最高順位 6位                                                                                  |
| 2018/19                                                                                       | 1位                                                                                           | 1位                                                                                           | 1位                                                                                           | 13回                                                                                          | 3回                                                                                           | 5回                                                                                           | ジャンプ週間は史上3人目の全勝優勝                                                             |
| 2019/20                                                                                       | 3位                                                                                           | 4位                                                                                           | 4位                                                                                           | 3回                                                                                           | 2回                                                                                           | 3回                                                                                           |                                                                                               |
| 2020/21                                                                                       | 4位                                                                                           | 6位                                                                                           | 2位                                                                                           | 3回                                                                                           | 2回                                                                                           | 0回                                                                                           |                                                                                               |
| 2021/22                                                                                       | 1位                                                                                           | 1位                                                                                           | 9位                                                                                           | 8回                                                                                           | 3回                                                                                           | 0回                                                                                           |                                                                                               |
| 2022/23                                                                                       | 5位                                                                                           | 18位                                                                                          | 8位                                                                                           | 3回                                                                                           | 2回                                                                                           | 1回                                                                                           |                                                                                               |
| 2023/24                                                                                       | 2位                                                                                           | 1位                                                                                           | 6位                                                                                           | 2回                                                                                           | 10回                                                                                          | 3回                                                                                           |                                                                                               |
| 2024/25                                                                                       | 9位                                                                                           | 15位                                                                                          | 4位                                                                                           | 3回                                                                                           | 0回                                                                                           | 2回                                                                                           |                                                                                               |
| 合計                                                                                          | ---                                                                                           | ---                                                                                           | ---                                                                                           | 35回                                                                                          | 22回                                                                                          | 14回                                                                                          |                                                                                               |

#### 表彰台
| 個人表彰台 | 個人表彰台                       | 個人表彰台                       | 個人表彰台 | 個人表彰台                                        | 個人表彰台                                |
| シーズン   | 開催日                           | 開催地                           | HS         | 成績                                              | 備考                                      |
| ---------- | -------------------------------- | -------------------------------- | ---------- | ------------------------------------------------- | ----------------------------------------- |
| 2018/19    | 11月18日                         | ヴィスワ                         | 134        | 3位                                               |                                           |
| 2018/19    | 11月24日                         | ルカ                             | 142        | 優勝(1)                                           |                                           |
| 2018/19    | 11月25日                         | ルカ                             | 142        | 優勝(2)                                           |                                           |
| 2018/19    | 12月1日                          | ニジニ・タギル                   | 134        | 3位                                               |                                           |
| 2018/19    | 12月2日                          | ニジニ・タギル                   | 134        | 優勝(3)                                           |                                           |
| 2018/19    | 12月16日                         | エンゲルベルク                   | 140        | 優勝(4)                                           |                                           |
| 2018/19    | 12月30日                         | オーベルストドルフ               | 137        | 優勝(5)                                           | スキージャンプ週間 史上3人目の全勝優勝    |
| 2018/19    | 1月1日                           | ガルミッシュ＝パルテンキルヒェン | 142        | 優勝(6)                                           | スキージャンプ週間 史上3人目の全勝優勝    |
| 2018/19    | 1月4日                           | インスブルック                   | 130        | 優勝(7)                                           | スキージャンプ週間 史上3人目の全勝優勝    |
| 2018/19    | 1月6日                           | ビショフスホーフェン             | 142        | 優勝(8)                                           | スキージャンプ週間 史上3人目の全勝優勝    |
| 2018/19    | 1月12日                          | ヴァル・ディ・フィエンメ         | 134        | 優勝(9)                                           | 史上最多タイの6連勝                       |
| 2018/19    | 1月27日                          | 札幌                             | 137        | 3位                                               |                                           |
| 2018/19    | 2月2日                           | オーベルストドルフ               | 235        | 優勝(10)                                          | スキーフライング初優勝                    |
| 2018/19    | 2月10日                          | ラハティ                         | 130        | 準優勝                                            |                                           |
| 2018/19    | 2月16日                          | ヴィリンゲン                     | 145        | 3位                                               |                                           |
| 2018/19    | 2月17日                          | ヴィリンゲン                     | 145        | 優勝(11)                                          |                                           |
| 2018/19    | 3月12日                          | リレハンメル                     | 140        | 3位                                               | Raw Air                                   |
| 2018/19    | 3月14日                          | トロンハイム                     | 138        | 優勝(12)                                          | Raw Air                                   |
| 2018/19    | 3月17日                          | ヴィケルスン                     | 240        | 準優勝                                            | Raw Air                                   |
| 2018/19    | 3月22日                          | プラニツァ                       | 240        | 準優勝                                            |                                           |
| 2018/19    | 3月24日                          | プラニツァ                       | 240        | 優勝(13)                                          | 飛距離の日本記録樹立                      |
| 2019/20    | 12月8日                          | ニジニ・タギル                   | 134        | 3位                                               |                                           |
| 2019/20    | 12月15日                         | クリンゲンタール                 | 140        | 優勝(14)                                          |                                           |
| 2019/20    | 12月22日                         | エンゲンベルク                   | 140        | 優勝(15)                                          |                                           |
| 2019/20    | 12月30日                         | オーベルストドルフ               | 137        | 優勝(16)                                          | スキージャンプ週間                        |
| 2019/20    | 1月18日                          | ティティゼー＝ノイシュタット     | 142        | 3位                                               |                                           |
| 2019/20    | 1月19日                          | ティティゼー＝ノイシュタット     | 142        | 準優勝                                            |                                           |
| 2019/20    | 2月2日                           | 札幌                             | 137        | 3位                                               |                                           |
| 2019/20    | 2月17日                          | バート・ミッテルンドルフ         | 235        | 準優勝                                            |                                           |
| 2020/21    | 2月13日                          | ザコパネ                         | 140        | 優勝(17)                                          |                                           |
| 2020/21    | 2月19日                          | ルシュノヴ                       | 97         | 優勝(18)                                          | ノーマルヒル初優勝 日本人男子歴代最多優勝 |
| 2020/21    | 3月25日                          | プラニツァ                       | 240        | 優勝(19)                                          |                                           |
| 2020/21    | 3月26日                          | プラニツァ                       | 240        | 準優勝                                            |                                           |
| 2020/21    | 3月28日                          | プラニツァ                       | 240        | 準優勝                                            |                                           |
| 2021/22    |                                  |                                  |            |                                                   |                                           |
| 11月20日   | ニジニ・タギル                   | 134                              | 準優勝     |                                                   |                                           |
| 11月27日   | ルカ                             | 142                              | 優勝(20)   | 全てのFISワールドカップにおける日本人男子最多優勝 |                                           |
| 12月12日   | クリンゲンタール                 | 140                              | 優勝(21)   |                                                   |                                           |
| 12月17日   | エンゲンベルク                   | 140                              | 準優勝     |                                                   |                                           |
| 12月18日   | エンゲンベルク                   | 140                              | 優勝(22)   | 表彰台登壇回数が日本人男子歴代2位に               |                                           |
| 12月29日   | オーベルストドルフ               | 137                              | 優勝(23)   | スキージャンプ週間                                |                                           |
| 1月1日     | ガルミッシュ＝パルテンキルヒェン | 142                              | 優勝(24)   | スキージャンプ週間                                |                                           |
| 1月5日     | ビショフスホーフェン             | 142                              | 優勝(25)   | スキージャンプ週間                                |                                           |
| 1月29日    | ヴィリンゲン                     | 147                              | 優勝(26)   |                                                   |                                           |
| 2月27日    | ラハティ                         | 130                              | 優勝(27)   | ハルヴォル・アイネル・グラネルと同点優勝          |                                           |
| 3月3日     | リレハンメル                     | 140                              | 準優勝     | Raw Air                                           |                                           |
| 2022/23    | 1月20日                          | 札幌                             | 137        | 優勝(28)                                          | 自身初のワールドカップ札幌大会優勝        |
| 2022/23    | 1月21日                          | 札幌                             | 137        | 3位                                               |                                           |
| 2022/23    | 1月22日                          | 札幌                             | 137        | 優勝(29)                                          |                                           |
| 2022/23    | 2月5日                           | ヴィリンゲン                     | 147        | 準優勝                                            |                                           |
| 2022/23    | 2月11日                          | レークプラシッド                 | 128        | 準優勝                                            |                                           |
| 2022/23    | 3月26日                          | ラハティ                         | 130        | 優勝(30)                                          |                                           |
| 2023/24    | 12月9日                          | クリンゲンタール                 | 140        | 3位                                               |                                           |
| 2023/24    | 12月29日                         | オーベルストドルフ               | 137        | 準優勝                                            | スキージャンプ週間                        |
| 2023/24    | 1月1日                           | ガルミッシュ=パルテンキルヒェン  | 142        | 準優勝                                            | スキージャンプ週間                        |
| 2023/24    | 1月3日                           | インスブルック                   | 130        | 準優勝                                            | スキージャンプ週間                        |
| 2023/24    | 1月6日                           | ビショフスホーフェン             | 142        | 準優勝                                            | スキージャンプ週間                        |
| 2023/24    | 1月14日                          | ヴィスワ                         | 134        | 優勝(31)                                          |                                           |
| 2023/24    | 2月3日                           | ヴィリンゲン                     | 147        | 準優勝                                            |                                           |
| 2023/24    | 2月4日                           | ヴィリンゲン                     | 147        | 準優勝                                            |                                           |
| 2023/24    | 2月10日                          | レークプラシッド                 | 128        | 準優勝                                            |                                           |
| 2023/24    | 2月17日                          | 札幌                             | 137        | 準優勝                                            |                                           |
| 2023/24    | 2月18日                          | 札幌                             | 137        | 準優勝                                            |                                           |
| 2023/24    | 2月25日                          | オーベルストドルフ               | 235        | 3位                                               |                                           |
| 2023/24    | 3月1日                           | ラハティ                         | 130        | 3位                                               |                                           |
| 2023/24    | 3月10日                          | オスロ                           | 134        | 準優勝                                            | Raw Air                                   |
| 2023/24    | 3月12日                          | トロンハイム                     | 105        | 優勝(32)                                          | Raw Air                                   |
| 2024/25    | 2月15日                          | 札幌                             | 137        | 優勝(33)                                          |                                           |
| 2024/25    | 2月16日                          | 札幌                             | 137        | 優勝(34)                                          |                                           |
| 2024/25    | 3月13日                          | オスロ                           | 134        | 優勝(35)                                          | Raw Air                                   |
| 2024/25    | 3月16日                          | ヴィケルスン                     | 240        | 3位                                               | Raw Air                                   |
| 2024/25    | 3月28日                          | プラニツァ                       | 240        | 3位                                               |                                           |

| 男子団体 | 男子団体 | 男子団体             | 男子団体 | 男子団体 | 男子団体                              |
| シーズン | 開催日   | 開催地               | HS       | 成績     | メンバー                              |
| -------- | -------- | -------------------- | -------- | -------- | ------------------------------------- |
| 2017/18  | 11月25日 | ルカ                 | 140      | 3位      | 竹内択 小林陵侑 葛西紀明 小林潤志郎   |
| 2018/19  | 2月9日   | ラハティ             | 130      | 3位      | 佐藤幸椰 伊東大貴 小林潤志郎 小林陵侑 |
| 2018/19  | 3月9日   | オスロ               | 134      | 準優勝   | 佐藤幸椰 葛西紀明 小林潤志郎 小林陵侑 |
| 2019/20  | 12月14日 | クリンゲンタール     | 140      | 3位      | 佐藤幸椰 伊東大貴 小林潤志郎 小林陵侑 |
| 2020/21  | 3月28日  | プラニツァ           | 240      | 準優勝   | 中村直幹 小林潤志郎 佐藤幸椰 小林陵侑 |
| 2021/22  | 1月9日   | ビショフスホーフェン | 142      | 準優勝   | 佐藤幸椰 佐藤慧一 小林潤志郎 小林陵侑 |
| 2021/22  | 1月15日  | ザコパネ             | 140      | 3位      | 佐藤幸椰 小林潤志郎 中村直幹 小林陵侑 |
| 2022/23  | 2月11日  | レークプラシッド     | 128      | 3位      | 中村直幹 小林陵侑（スーパーチーム）   |
| 2024/25  | 3月23日  | ラハティ             | 130      | 3位      | 二階堂蓮 小林陵侑（スーパーチーム）   |

#### ステージイベント総合3位以内
| シーズン | 大会                                   | 成績   | 得点   | 備考                |
| -------- | -------------------------------------- | ------ | ------ | ------------------- |
| 2018/19  | スキージャンプ週間                     | 優勝   | 1098.0 | 史上3人目の全勝優勝 |
| 2018/19  | ヴィリンゲン・ファイブ                 | 優勝   | 737.5  |                     |
| 2018/19  | Raw Air                                | 優勝   | 2461.5 |                     |
| 2018/19  | プラニツァ7                            | 優勝   | 1601.3 |                     |
| 2019/20  | ティティゼー＝ノイシュタット・ファイブ | 優勝   | 709.9  |                     |
| 2019/20  | Raw Air                                | 準優勝 | 1154.5 |                     |
| 2020/21  | プラニツァ7                            | 準優勝 | 894.6  |                     |
| 2021/22  | スキージャンプ週間                     | 優勝   | 1162.3 |                     |
| 2021/22  | Raw Air                                | 3位    | 1162.9 |                     |
| 2023/24  | スキージャンプ週間                     | 優勝   | 1145.2 |                     |
| 2024/25  | Raw Air                                | 3位    | 1178.3 |                     |

### サマーグランプリ
- 優勝5回、2位3回（2024シーズンまで）

| シーズン | 順位 | ポイント |
| -------- | ---- | -------- |
| 2016     | 14.  | 165      |
| 2017     | 15.  | 149      |
| 2018     | 7.   | 294      |
| 2019     | 4.   | 261      |
| 2021     | 8.   | 180      |
| 2022     | 15.  | 80       |
| 2023     | 22.  | 92       |
| 2024     | 34.  | 72       |

### 国内大会
2012年
- 第49回全国中学校スキー大会スペシャルジャンプ 優勝
- 第49回全国中学校スキー大会ノルディックスキー・ノルディック複合 優勝

2014年
- 第69回国民体育大会ノルディック複合少年の部 優勝
- 第69回国民体育大会純ジャンプ少年の部 2位
- 第32回札幌市長杯宮の森サマージャンプ大会少年の部 優勝

2015年
- 第56回雪印メグミルク杯全日本ジャンプ大会少年の部 優勝
- 第70回国民体育大会ノルディック複合少年の部 優勝
- 第70回国民体育大会純ジャンプ少年の部 2位
- 第86回宮様スキー大会純ジャンプノーマルヒル少年の部 優勝
- 第86回宮様スキー大会純ジャンプラージヒル少年の部 優勝
- 第46回名寄ピヤシリジャンプ大会男子組 優勝

2016年
- 第28回UHB杯ジャンプ大会男子組 優勝

2017年
- 第11回伊藤杯サマーファイナル大倉山ジャンプ大会男子組 優勝

2018年
- 第60回HBCカップジャンプ競技会男子組 優勝
- 第31回UHB杯ジャンプ大会男子組 優勝
- 第60回NHK杯ジャンプ大会男子組 優勝

2019年
- 第17回名寄サンピラー国体記念サマージャンプ大会男子組 優勝
- 第37回札幌市長杯宮の森サマージャンプ大会成年組 優勝
- チャレンジカップ2019大倉山サマージャンプ大会男子組 優勝
- 第20回札幌市長杯大倉山サマージャンプ大会成年組 優勝
- 第98回全日本選手権ラージヒル兼第61回NHK杯ジャンプ大会男子組 優勝

2020年
- 第33回UHB杯ジャンプ大会男子組 優勝
- 第21回札幌市長杯大倉山サマージャンプ大会成年組 優勝

2021年
- 第100回全日本選手権ノーマルヒル男子組 優勝
- 第100回全日本選手権ラージヒル兼第63回NHK杯ジャンプ大会男子組 優勝
- 第34回UHB杯ジャンプ大会男子組 優勝

2022年
- 第40回札幌市長杯宮の森サマージャンプ大会成年組 優勝
- 第23回札幌市長杯大倉山サマージャンプ大会成年組 優勝
- 第101回全日本選手権ラージヒル男子組 優勝

2023年
- 第41回札幌市長杯宮の森サマージャンプ大会成年組 優勝
- 大成建設チャレンジカップ2023大倉山サマージャンプ大会男子組 優勝
- サマースキージャンプ2023山形蔵王大会男子組 優勝
- 第36回UHB杯ジャンプ大会男子組 優勝

2024年
- 大成建設チャレンジカップ2024大倉山サマージャンプ大会男子組 優勝
- サマースキージャンプ2024山形蔵王大会男子組 優勝
- 第103回全日本選手権ラージヒル男子組 優勝

## CM
- 土屋ホーム「LIZNAS」（2021年9月 - ）

## テレビ番組
- 行列のできる相談所（2019年5月19日、日本テレビ）
- ダウンタウンDX（2019年6月20日、読売テレビ・日本テレビ）
- 炎の体育会TV（2019年7月25日・12月14日・2022年6月18日、TBS）
- 情熱大陸（2020年2月9日、毎日放送・TBS）
- 踊る!さんま御殿!!（2022年7月5日、日本テレビ）
- run for money 逃走中（2022年8月28日、フジテレビ）
- クレイジージャーニー「 金メダリスト小林陵侑が命懸けの300mジャンプ☆カリブ海に眠る海底都市発掘へ！ 」(2024年8月12日、TBS )